# Millena Silva
Millena Ribeiro da Silva (ur. 19 stycznia 2000) – brazylijska judoczka.
Startowała w Pucharze Świata w 2023. Srebrna medalistka igrzysk Ameryki Południowej w 2022 i pierwsza w drużynie. Wicemistrzyni świata kadetek w 2017 roku.